# Ann-Sophie Duyck
Ann-Sophie Duyck, née le 23 juillet 1987 à Roulers, est une coureuse cycliste belge.

## Biographie
À la Semana Ciclista Valenciana, à vingt kilomètres de l'arrivée lors de la deuxième étape, Cecilie Uttrup Ludwig attaque puis est rejointe par Ann-Sophie Duyck. Les deux coureuses coopèrent. La Belge s'impose sur l'étape.
Sur le contre-la-montre des championnats d'Europe, Ann-Sophie Duyck est deuxième derrière Ellen van Dijk.

## Palmarès

### Par année
- 2011

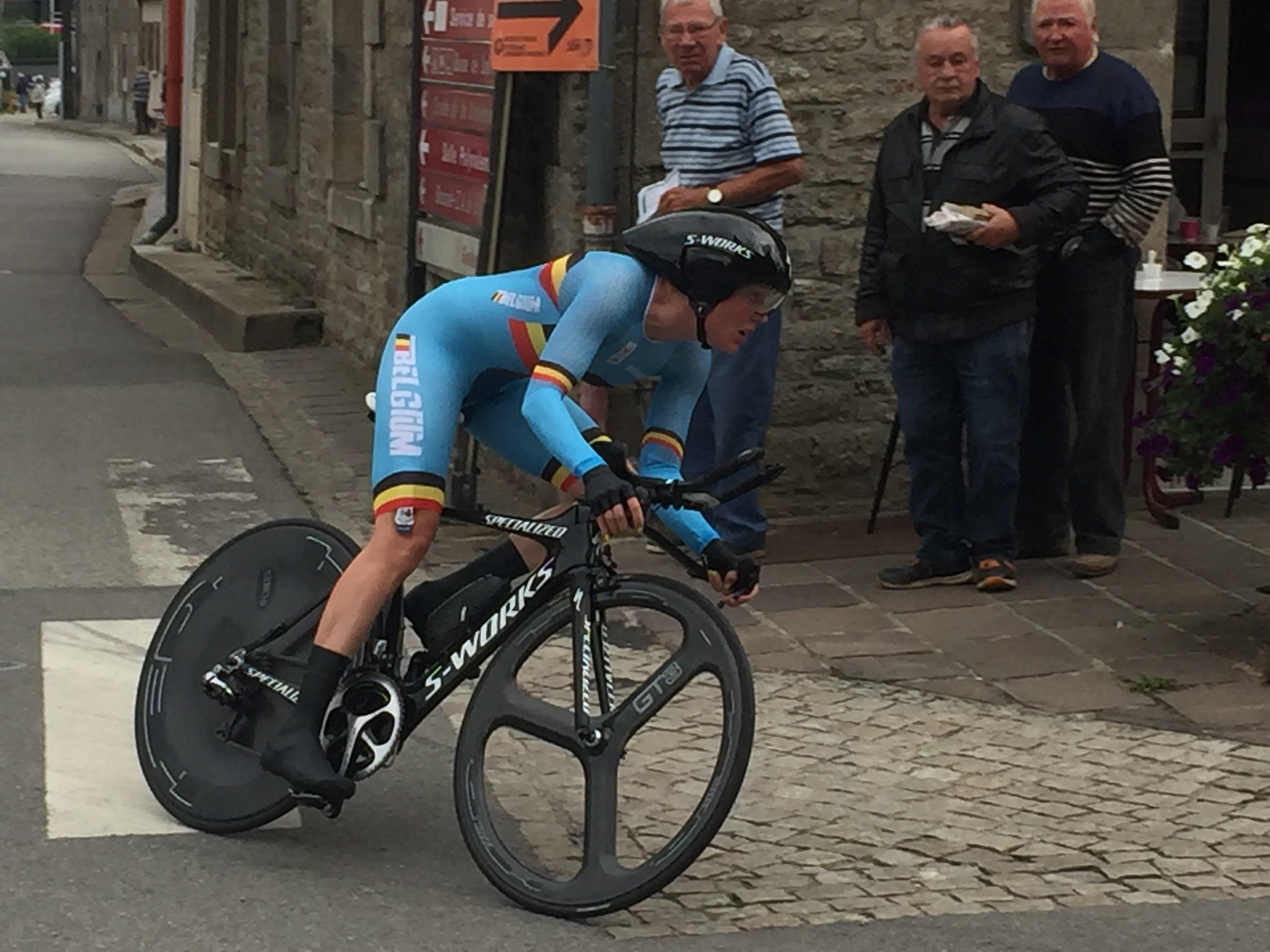
Aux championnats d'Europe 2016

  - Championne de Flandre-Occidentale du contre-la-montre
- 2012
  - 3e du championnat de Belgique du contre-la-montre
- 2013
  - Championne de Flandre-Occidentale du contre-la-montre
- 2014
  -  Championne de Belgique du contre-la-montre
  - Championne de Flandre-Occidentale du contre-la-montre
  - Erondegemse Pijl
  - 2e étape du Trophée d'Or féminin
  - 3e du Trophée d'Or féminin
  - 5e du championnat du monde du contre-la-montre
- 2015
  -  Championne de Belgique du contre-la-montre
  - Prologue du Trophée d'Or féminin
  - Chrono champenois
  - 2e de Ljubljana-Domzale-Ljubljana TT (contre-la-montre)
  - 3e du Chrono des Nations
  - 9e du championnat du monde du contre-la-montre
- 2016
  -  Championne de Belgique du contre-la-montre
  - 3e étape de Gracia Orlova
  - Ljubljana-Domzale-Ljubljana TT
  - Chrono des Nations-Les Herbiers-Vendée
  - 2e du Tour de Bretagne
  - 6e du championnat d'Europe du contre-la-montre
  - 8e du championnat du monde du contre-la-montre
- 2017
  -  Championne de Belgique du contre-la-montre
  - 2e étape de la Semana Ciclista Valenciana
  - Ljubljana-Domzale-Ljubljana TT
  - 3e étape secteur a du Tour de Feminin (contre-la-montre)
  -  Médaillée d'argent du championnat d'Europe du contre-la-montre
  - 2e du Chrono des Nations-Les Herbiers-Vendée
  - 3e du Tour de Feminin
- 2018
  -  Championne de Belgique du contre-la-montre
  - 9e du championnat d'Europe du contre-la-montre
- 2019
  - 2e du championnat de Belgique sur route

### Classements mondiaux
| Année                                 | 2012 | 2013 | 2014 | 2015 | 2016 | 2017 | 2018 | 2019 | 2020 | 2021 |
| ------------------------------------- | ---- | ---- | ---- | ---- | ---- | ---- | ---- | ---- | ---- | ---- |
| Classement UCI                        | 313e | nc   | 49e  | 35e  | 49e  | 40e  | 97e  | 393e | 491e | 363e |
| UCI World Tour                        |      |      |      |      | nc   | 80e  | 97e  | nc   | nc   | nc   |
|                                       |      |      |      |      |      |      |      |      |      |      |
| Légende : nc = non classéSource : UCI |      |      |      |      |      |      |      |      |      |      |

## Classements mondiaux
| Année          | 2012 | 2013 | 2014 | 2015 | 2016 | 2017 | 2018 | 2019 |
| Classement UCI | 313e | -    | 49e  | 35e  | 49e  | 40e  | 97e  | 393e |
| UCI World Tour | -    | -    | -    | -    | -    | 80e  | 97e  | -    |